# Kyōke (Fujiwara)
O Kyōke (藤原京家, Fujiwara Kyōke) era um ramo do clã Fujiwara fundado por Fujiwara no Maro .  
O nome Kyōke (京家) deriva do fato de que seu fundador, Maro, ocupar seu cargo na capital, Quioto .